# Мост прыжков
«Мост прыжков» (Понте-дей-Сальти; Ponte dei Salti) — пешеходный мост через Верзаску в Лавертеццо в кантоне Тичино, Швейцария.

## История
Город Лавертеццо на юге Швейцарии впервые упоминается в исторических записях в 1327 году как «Лавертезе».
Двухарочный каменный мост возвышается над рекой Верзаска. Он был построен в 17 веке. С тех пор мост Понте-деи-Сальти стал символом Лавертеццо; его тщательно поддерживали и реставрировали: это охраняемое культурное достояние регионального значения. Понте-деи-Сальти переводится как «мост для прыжков», и некоторые люди воспринимают это буквально, ныряя с пролёта в кристально чистую воду внизу, хотя существует и более безопасный подход с широких берегов реки.

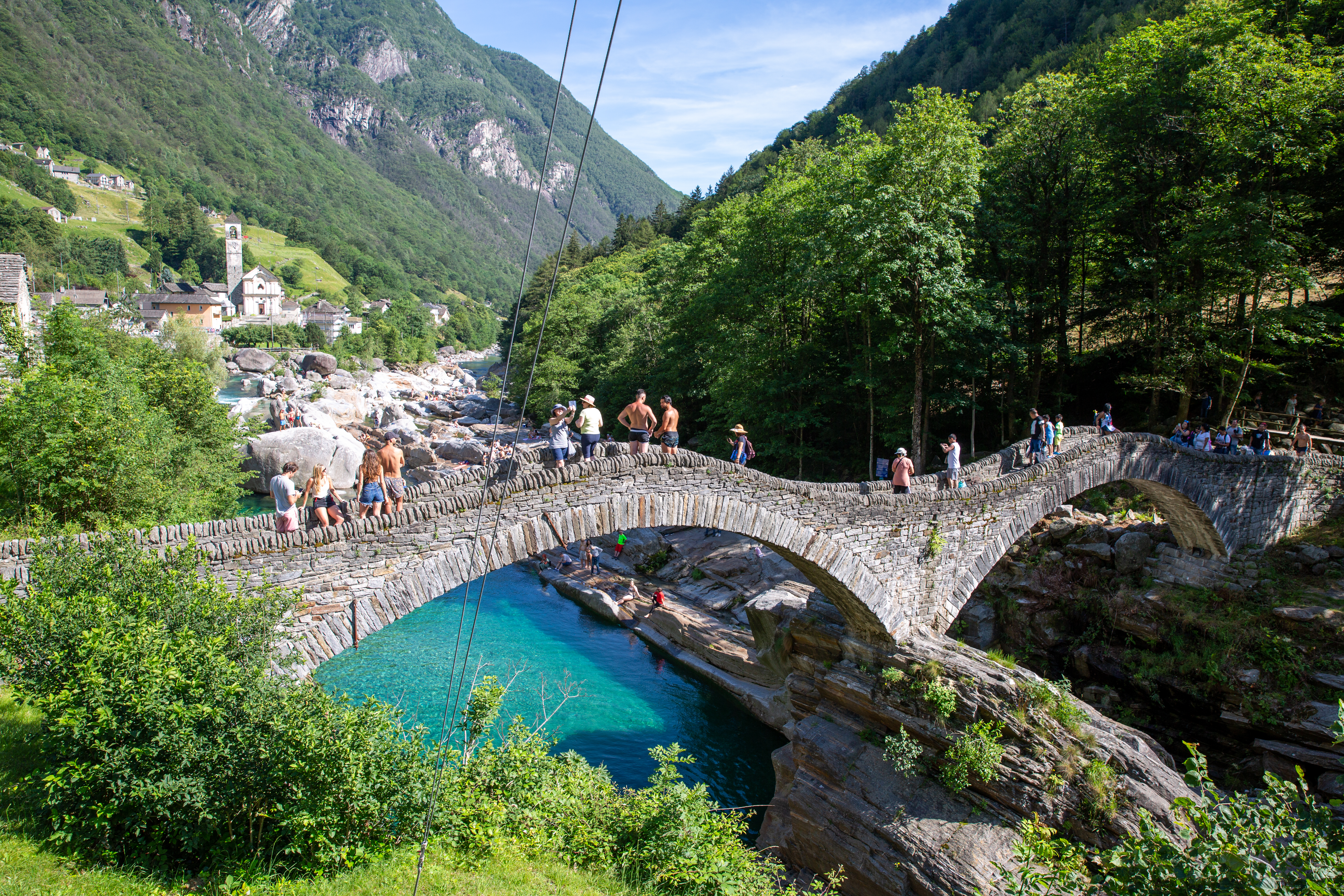
Мост в деревне Лавертеццо.

Две арки моста имеют размах по 14 м каждая. Пешеходная дорожка соответствует форме арок, не столько для того, чтобы придать мосту элегантный вид, сколько для экономии кладки в области ластовицы, сохраняя при этом небольшой вес, налагаемый на арки. Пешеходная дорожка на мосту достаточно широка, чтобы два человека могли пройти друг мимо друга. Стены парапета высотой всего по колено, чтобы оставить достаточно места для мешков, которые носят ослы. Высота моста над рекой зависит от конкретного уровня воды, но обычно она также должна составлять около 14 м.
В 1868 году скала правого берега, служившая опорой, была настолько разрушена водой ежегодных наводнений, что она «поддалась», — и правая арка рухнула в реку. Арка была сначала заменена деревянной конструкцией, а затем железной балкой, но её опора также была смыта в 1951 году. После этого в 1960 году мост снова получил каменную арку и, таким образом, вернул свой первоначальный вид.
В 2016 году Швейцарская почта специально посвятила этому знаменитому мосту почтовую марку в два франка, специально разработанная Урсом Шюпбахом и Каспаром, после того, как мост послужил мотивом марки в многосерийной серии о мостах ещё в 1991 году.
Название Ponte dei Salti у немецких туристов часто звучит как «Римский мост». Это зачастую вводит в заблуждение тем, что мост не был построен или когда-либо использовался римлянами.
Под мостом Верзаска образует бассейн глубиной до 9 метров и длиной около 120 метров, который очень популярен среди любителей водных видов спорта. Наряду с чистой водой, гранитные скалы, отшлифованные рекой, создают особый визуальный эффект как под поверхностью воды, так и над ней. Вот почему Понте-дей-Сальти является одним из самых известных и популярных мест для дайвинга в долине Верзаск. Однако, течение, интенсивное даже при низком уровне воды, продолжает приводить к несчастным случаям при купании или погружении в этом месте. Во время наводнения пребывание в бассейне под Порти-дель-Салини опасно для жизни даже для любителей водных видов спорта.